# Anemospília
Anemospília (em grego: Ανεμόσπηλια; romaniz.: Anemospilia) é um santuário minoico localizado nas proximidades da vila de Archanes e do homônimo sítio minoico. Foi escavado por J. Sakellarias em 1979. O santuário consiste em três salas retangulares enfileiradas, e um corredor ou antecâmara que abrange toda a extensão das mesmas. O templo foi destruído no início do século XVII a.C., como evidenciado pelos exemplos de cerâmica do período encontradas no templo. Foi possivelmente destruído por um terremoto como evidenciado pelo corpo de um homem na antecâmara. Ele segurava um vaso e, presumivelmente devido à sua posição, estava fugindo do local.
Na antecâmara foram encontrados vasos, pitos, almofarizes, pilões e potes tripés. Na sala central havia utensílios maiores e grande quantidade de vasos. Na parede sul havia um banco que possivelmente foi usado para colocar objetos de culto; um par de pés de uma possível estátua de culto foi identificado nesta sala. Na sala oriental foram encontradas duas pequenas caixas de bronze um altar com escada e grandes bacias para oferendas de produtos agrícolas (frutas, colheitas, legumes, vinho, óleo). Na sala ocidental foram identificados três corpos, dois mortos pelos terremoto e um sobre um altar. Este terceiro corpo foi identificado junto de a uma faca e seus pés estavam amarrados o que possivelmente sugere que tenha sido sacrificado e seu sangue drenado.